# Estación de Teapa
Teapa es una estación de trenes que se encuentra en Santiago de Teapa, Tabasco.